# Sendero a la cirrosis
Sendero a la cirrosis es el tercer álbum del grupo punk mexicano Seguimos Perdiendo, en el que se nota una maduración musical y en cuanto a letras.
Los temas que se tratan son los amigos, las drogas, el amor, el alcohol, se critica la moral que impone la sociedad, y como en los discos anteriores se hacen versiones de canciones de otros grupos.

## Listado de canciones
1. Cirrosis - 2:14
2. Moral - 1:55
3. Me dijiste (Cover by Tex-Tex) - 2:30
4. Para siempre - 3:00
5. Soy un perro - 2:23
6. Las drogas - 2:26
7. Lo que fui - 1:47
8. Destilando - 1:45
9. Que carajos - 1:45
10. No puedo más (Cover by Lira'N'Roll) - 2:21
11. La Ñera - 2:13
12. Ojos de perro - 2:11
13. Farolito - 2:55
14. Basura blanca - 1:57

- Datos: Q5854560